# 奈良県高等学校一覧
| 総数                 | 61校・1分校      |
| 国立                 | 1校              |
| 公立                 | 40校・1分校      |
| 私立                 | 20校             |
| 教育委員会所在地     | 〒630-8502       |
| 奈良市登大路町30番地 |                  |
| 公式サイト           | 奈良県教育委員会 |

奈良県高等学校一覧（ならけんこうとうがっこういちらん）は、奈良県の高等学校および中等教育学校（後期課程）の一覧。

## 国立高等学校および国立中等教育学校
- 奈良女子大学附属中等教育学校

## 公立高等学校

### 県立高等学校
定員は普通科・理数科・国際関係科・商業科・家庭科・総合学科は1クラス40名、農業科・工業科は実験・実習などを効率的に行うため37名になっている。芸術系（音楽・美術・デザイン・書芸・工芸）は35名である。

#### 全日制課程

##### 奈良市
- 奈良県立奈良高等学校
- 奈良県立高円芸術高等学校
- 奈良県立奈良商工高等学校
- 奈良県立山辺高等学校
- 奈良県立国際高等学校 - 併設型中高一貫教育校

##### 大和高田市
- 奈良県立高田高等学校

##### 大和郡山市
- 奈良県立郡山高等学校

##### 天理市
- 奈良県立添上高等学校
- 奈良県立二階堂高等学校

##### 橿原市
- 奈良県立畝傍高等学校
- 奈良県立橿原高等学校

##### 桜井市
- 奈良県立桜井高等学校
- 奈良県立商業高等学校

##### 五條市
- 奈良県立五條高等学校

##### 御所市
- 奈良県立青翔高等学校 - 併設型中高一貫教育校
- 奈良県立御所実業高等学校

##### 生駒市
- 奈良県立生駒高等学校
- 奈良県立奈良北高等学校

##### 香芝市
- 奈良県立香芝高等学校

##### 宇陀市
- 奈良県立宇陀高等学校

##### 北葛城郡

###### 王寺町
- 奈良県立王寺工業高等学校

###### 広陵町
- 奈良県立大和広陵高等学校

##### 生駒郡

###### 三郷町
- 奈良県立西和清陵高等学校

###### 斑鳩町
- 奈良県立法隆寺国際高等学校

##### 磯城郡

###### 田原本町
- 奈良県立磯城野高等学校

##### 高市郡

###### 高取町
- 奈良県立高取国際高等学校

##### 吉野郡

###### 吉野町
- 奈良県立奈良南高等学校吉野学舎

###### 大淀町
- 奈良県立奈良南高等学校大淀学舎

###### 十津川村
- 奈良県立十津川高等学校 - 連携型中高一貫教育校

#### 定時制課程

##### 奈良市
- 奈良県立奈良商工高等学校

##### 大和郡山市
- 奈良県立大和中央高等学校（3部制）

##### 橿原市
- 奈良県立畝傍高等学校

##### 五條市
- 奈良県立五條高等学校

#### 通信制課程

##### 大和郡山市
- 奈良県立大和中央高等学校

### 市村立高等学校

#### 全日制課程

##### 奈良市
- 奈良市立一条高等学校

##### 大和高田市
- 大和高田市立高田商業高等学校

#### 定時制課程

##### 五條市
- 五條市立西吉野農業高等学校

##### 山辺郡

###### 山添村
- 山添村立奈良県立山辺高等学校山添分校

### その他の公立高等学校

#### 奈良市
- 奈良県立大学附属高等学校（設置者は公立大学法人奈良県立大学）

## 私立高等学校および私立中等教育学校
- 飛鳥未来高等学校〔通信制〕
- 日本教育学院高等学校〔通信制〕
- 育英西高等学校
- 橿原学院高等学校
- 帝塚山高等学校
- 天理高等学校
- 東大寺学園高等学校
- 奈良育英高等学校
- 奈良学園高等学校
- 奈良大学附属高等学校
- 西大和学園高等学校
- 奈良文化高等学校（旧：奈良文化女子短期大学付属高等学校）
- 智辯学園高等学校
- 智辯学園奈良カレッジ高等部
- 聖心学園中等教育学校
- 奈良女子高等学校
- 関西中央高等学校（2024年度より休校中）
- 奈良学園登美ヶ丘高等学校
- 関西文化芸術高等学校〔通信制〕

## 県立高校再編
2000年代と2020年代に、県立高校の大きな再編が行われた。
便宜上前者を「第一次県立高校再編」、後者を「第二次県立高校再編」と呼称することにする。

### 第一次県立高校再編（2000年代）

#### 2004年度

##### 統合
- 奈良県立畝傍高等学校と奈良県立耳成高等学校が統合し、奈良県立畝傍高等学校が開校。
- 奈良県立郡山高等学校と奈良県立城内高等学校が統合し、奈良県立郡山高等学校が開校。
- 奈良県立上牧高等学校と奈良県立信貴ヶ丘高等学校が統合し、奈良県立西和清陵高等学校が開校。
- 奈良県立榛原高等学校と奈良県立室生高等学校が統合し、奈良県立榛生昇陽高等学校が開校。

##### 校名変更
- 奈良県立御所高等学校が奈良県立青翔高等学校に校名変更。
- 奈良県立高取高等学校が奈良県立高取国際高等学校に校名変更。

#### 2005年度

##### 統合
- 奈良県立富雄高等学校と奈良県立北大和高等学校が統合し、奈良県立奈良北高等学校が開校。
- 奈良県立斑鳩高等学校と奈良県立片桐高等学校が統合し、奈良県立法隆寺国際高等学校が開校。
- 奈良県立北和女子高等学校と奈良県立田原本農業高等学校が統合し、奈良県立磯城野高等学校が開校。
- 奈良県立桜井商業高等学校と奈良県立志貴高等学校が統合し、奈良県立奈良情報商業高等学校が開校。
- 奈良県立広陵高等学校と奈良県立高田東高等学校が統合し、奈良県立大和広陵高等学校が開校。

#### 2006年度

##### 閉校
- 奈良県立耳成高等学校が閉校。
- 奈良県立城内高等学校が閉校。
- 奈良県立上牧高等学校が閉校。
- 奈良県立信貴ヶ丘高等学校が閉校。
- 奈良県立榛原高等学校が閉校。
- 奈良県立室生高等学校が閉校。

#### 2007年度

##### 統合
- 奈良県立奈良商業高等学校と奈良県立奈良工業高等学校が統合し、奈良県立奈良朱雀高等学校が開校。
- 奈良県立御所工業高等学校と奈良県立御所東高等学校が統合し、奈良県立御所実業高等学校が開校。

##### 閉校
- 奈良県立富雄高等学校が閉校。
- 奈良県立北大和高等学校が閉校。
- 奈良県立斑鳩高等学校が閉校。
- 奈良県立片桐高等学校が閉校。
- 奈良県立北和女子高等学校が閉校。
- 奈良県立田原本農業高等学校が閉校。
- 奈良県立桜井商業高等学校が閉校。
- 奈良県立志貴高等学校が閉校。
- 奈良県立広陵高等学校が閉校。
- 奈良県立高田東高等学校が閉校。
- 奈良県立大宇陀高等学校菟田野分校が閉校。

#### 2009年度

##### 閉校
- 奈良県立奈良商業高等学校が閉校。
- 奈良県立奈良工業高等学校が閉校。
- 奈良県立御所工業高等学校が閉校。
- 奈良県立御所東高等学校が閉校。

### 第二次県立高校再編（2020年代）

#### 2020年度

##### 新規開校
- 奈良県立国際高等学校が開校。

##### 改組
- 奈良県立奈良北高等学校の理数科を、数理情報科に改組[2]。

#### 2021年度

##### 新規開校
- 奈良県立高円芸術高等学校が開校。

##### 統合
- 奈良県立大淀高等学校と奈良県立吉野高等学校が統合し、奈良県立奈良南高等学校が開校。

##### 校名変更
- 奈良県立奈良朱雀高等学校が奈良県立奈良商工高等学校に校名変更。
- 奈良県立奈良情報商業高等学校が奈良県立商業高等学校に校名変更。

#### 2022年度

##### 新規開校
- 奈良県立大学附属高等学校が開校[3][4]。設置者は公立大学法人奈良県立大学で、奈良県教育委員会では「公立大学法人立」としている[5]。

##### 統合
- 奈良県立大宇陀高等学校と奈良県立榛生昇陽高等学校が統合し、奈良県立宇陀高等学校が開校。

##### 閉校
- 奈良県立平城高等学校が閉校[6]。
- 奈良県立登美ケ丘高等学校が閉校。

##### 改組・移転
- 奈良県立奈良高等学校が奈良県立平城高校学校跡地に移転。
- 奈良県立奈良南高等学校に専攻科を設置。

#### 2023年度

##### 閉校
- 奈良県立西の京高等学校が閉校。
- 奈良県立高円高等学校が閉校。
- 奈良県立大宇陀高等学校が閉校。
- 奈良県立吉野高等学校が閉校。
- 奈良県立大淀高等学校が閉校。
- 天理教校学園高等学校が閉校。

##### 改組
- 奈良県立五條高等学校の定時制課程を廃止。

#### 2024年度

##### 閉校
- 奈良県立榛生昇陽高等学校が閉校。

## 学区制廃止
- 2005年（平成17年）度、奈良県では学区制が廃止された。

それまで、北部学区と南部学区の二学区制であったが、南部学区は吉野郡十津川村と野迫川村、旧大塔村（現在は五條市の一部）のみで、高校も十津川高校の1つのみの小学区制だった。そのため、学区制廃止以前も南部学区以外に住む生徒は事実上全県の公立高校普通科を選択できる大学区制が敷かれていた。